# تازه‌کند (تبریز)
تازه‌کند یکی از روستاهای استان آذربایجان شرقی است که در دهستان تازه‌کند بخش خسروشاه شهرستان تبریز واقع شده‌است. این روستا مرکز دهستان تازه‌کند است.این روستا ۱۷۷۸ نفر جمعیت دارد.

## جمعیت
تازه کند در ۵ کیلومتری شهر خسروشاه واقع شده و هم‌اکنون بیش از ۲۰۰۰ نفر جمعیت دارد.